# Epiphryne
Epiphryne is een geslacht van vlinders van de familie spanners (Geometridae), uit de onderfamilie Larentiinae.

## Soorten
- E. autocharis Meyrick, 1924
- E. charidema Meyrick, 1909
- E. undosata Felder, 1875
- E. verriculata Felder, 1875
- E. xanthaspis Meyrick, 1884